# Бен Фостър (актьор)
Вижте пояснителната страница за други личности с името Бен Фостър.
Бен Фостър (на английски: Ben Foster) е американски актьор и продуцент, носител на награда „Еми“ и награда на „Гилдията на актьорите“, номиниран е за награди „Сатурн“ и „Сателит“. Известни филми с негово участие са „Ескорт до затвора“, „Проект Ларами“, „Преживей го“, „Заложник“, „Х-Мен: Последният сблъсък“, „Вестоносецът“, „Механикът“, „Пандорум“ и други.

## Личен живот и семейство
Бен Фостър е роден на 29 октомври 1980 г. в Бостън, Масачузетс в семейство на ресторантьори. Той описва своите родители Джилиан Кируан и Стивън Фостър като „свободолюбиви хипита, протестиращи против войната във Виетнам“. Бен Фостър има по-млад брат на име Джон Фостър, който също е актьор. Когато е на четиригодишна възраст се мести във Феърфилд, Айова след като, семейството му е нападнато и домът им в Бостън е ограбен от престъпници.
Фостър е възпитан в юдаизъм, религията на баща му. Неговата баба по бащина линия имигрира от Русия, за да избяга от погромите през 1923 г.
Бен Фостър практикува трансценденталната медитация и докато живее във Феърфилд посещава местният колеж „Maharishi School of the Age of Enlightenment“.
От 2012 до 2015 г. Бен Фостър има връзка с актрисата Робин Райт.

## Кариера
Бен Фостър започва да работи като актьор на шестнайсетгодишна възраст. През 1996 и 1997 г. той участва в сериала „Flash Forward“ и участва безуспешно на прослушване за главната роля във филма „Дони Дарко“. През следващите три години участва в малки роли в два телевизионни филма, както и в два епизода от сериала „Freaks and Geeks“.
През 2001 г. участва в романтичната комедия „Преживей го“ и в сериала на HBO – „Два метра под земята ООД“. През 2003 и 2004 г. участва във филмите „11:14“ и „Наказателят“. През 2005 г. участва във филма „Заложник“, в който си партнира с Брус Уилис, Кевин Полак и Мишел Хорн. През 2006 г. участва във фантастичния екшън „Х-Мен: Последният сблъсък“ и в ролята на наркотично зависим в криминалния трилър „Alpha Dog“. През 2007 г. играе хладнокръвен убиец в добре приетия от критиката уестърн „Ескорт до затвора“. През 2009 г. играе във фантастичния филм на ужасите „Пандорум“, а през 2011 г. си партнира с Марк Уолбърг, Кейт Бекинсейл и Джовани Рибизи във филма „Контрабанда“. През февруари 2013 г. се изявява за пръв път на театралната сцена, след като е избран да замени Шая Лебьоф в постановката „Orphans“, която се играе на Бродуей.

## Частична филмография
- „Преживей го“ (2001)
- „Мъртъв си!“ (2002)
- „Проект Ларами“ (2002)
- „В 11:14 вечерта“ (2003)
- „Наказателят“ (2004)
- „Два метра под земята“ (2003 – 2005)
- „Заложник“ (2005)
- „Алфа дог“ (2006)
- „Х-Мен: Последният сблъсък“ (2006)
- „Ескорт до затвора“ (2007)
- „Птиците на Америка“ (2008)
- „Вестоносецът“ (2009)
- „Пандорум“ (2009)
- „Механикът“ (2011)
- „360“ (2011)
- „Полицейски участък Рампарт, Лос Анджелис“ (2011)
- „Контрабанда“ (2012)
- „Последният оцелял“ (2013)
- „Победа в кръвта“ (2015)
- „Часът на героите“ (2016)
- „Warcraft: Началото“ (2016)
- „Ад“ (2016)